# Edward L. Romero
Edward L. Romero (también Romæro, 2 de enero de 1934) es un empresario, activista y exdiplomático estadounidense. Fue embajador de los Estados Unidos en España y Andorra entre los años 1998 y 2001, y participó en varias causas medioambientales y sociales, obteniendo el reconocimiento de organizaciones tanto en los Estados Unidos como en España.

## Biografía

### Juventud
Edward L. Romero nació el 2 de enero de 1934 en Alamosa (Colorado), después de que su familia se trasladara allí desde Albuquerque (Nuevo México). Su madre fue presidenta del distrito del sur de Colorado durante treinta y siete años y delegada de Adlai Stevenson.
Algunos de sus antepasados fueron colonos españoles procedentes de Corral de Almaguer, un municipio de Toledo (Castilla-La Mancha), y se instalaron en Nuevo México en 1598. Su abuelo era miembro de la Fraternidad de Nuevo México.
Su lengua materna es el español, pero actualmente habla inglés y español con fluidez.
En su juventud, combatió en la guerra de Corea, y luego estudió en la Universidad Estatal de California, Los Ángeles y el Citrus College. Se mudó a Nuevo México tras graduarse.
Durante la guerra de Vietnam, fue especialmente crítico con el conflicto y ayudó a crear un grupo activista llamado "Veterans Against Vietnam" (veteranos contra Vietnam).

### Carrera política
Tras la guerra de Vietnam, se convirtió en presidente de condado del Partido Demócrata.
Ha sido miembro del Comité Asesor para la Política de Servicios del Representante de Comercio de los Estados Unidos, encargándose de dirigir varias delegaciones de Estados Unidos en México.
Durante la Administración Carter fue miembro del Comité Asesor Federal para Negociaciones Comerciales y de las Delegaciones estadounidenses para los Acuerdos de Helsinki.

### Embajador de estados Unidos ante Andorra y España
El 2 de abril de 1998, el presidente Bill Clinton anunció el nombramiento de  Edward L. Romero como el siguiente embajador de los Estados Unidos en España, y el 1 de junio le nombró también embajador en Andorra. Dicho cargo fue ratificado por el Senado el 23 de junio.
El 28 de junio, el embajador Romero llegó a Madrid, y el 30 de junio presentó sus credenciales al Rey Juan Carlos.
En 2001 fue sustituido por George Argyros como embajador de Estados Unidos ante España.

### Líder de la comunidad hispana
Fundó la Fundación de Cultura hispana y el Centro Nacional de Cultura hispana, y ha participado en el Comité Asesor Hispano del Presidente.
Fue miembro fundador de la Cámara de Comercio Hispana de Albuquerque y del Consejo del Congressional Hispanic Caucus Institute (Instituto del Comité de Congresistas hispanos). Fue miembro de la Fundación Cultural Hispana y del Centro Cultural Nacional Hispano de Nuevo México.
En 1989, la Cámara de Comercio Hispana le nombró Empresario Nacional Hispano del Año.

### Empresario
Es uno de los fundadores de "Valor Telecommunications Southwest, LLC". Fue fundador, presidente y director general de Advanced Sciences, Inc., una corporación internacional de ingeniería ambiental y gestión de residuos. Continuó ostentando el cargo de presidente y director después de que la compañía se fusionara con Commodore Applied Technologies, Inc.

## Reconocimientos
- En septiembre de 1989, la Administración de Pequeñas Empresas de EE. UU. le nombró Empresario Regional Hispano del Año.
- En 1989, la Cámara de Comercio Hispana de EE. UU. le nombró Empresario Nacional Hispano del Año.
- En 1991, también fue mencionado en la publicación “Hispanic Heroes – Portraits of New Mexicans Who Have Made a Difference” (Héroes hispanos: Retratos de nuevos mexicanos que han marcado la diferencia), escrita por Rose Díaz y Jan Dodson Barnhart.
- El 21 de marzo de 2001, el Rey Juan Carlos I de España le concedió la Gran Cruz de la Orden de Isabel la Católica.
- Ha recibido premios y reconocimientos de diferentes organizaciones estadounidenses y españolas, incluidas la Fundación Nacional del Riñón de EE. UU., la Liga Antidifamación de Nuevo México, la National Hispanic Scholarship Foundation y la Sociedad de Esclerosis Múltiple de EE. UU.
- Es Miembro Honorario de la Cofradía Internacional de Investigadores de Toledo.
- Miembro Honorario de la Ilustre y Antiquísima Hermandad de Caballeros Mozárabes de Toledo.
- Caballero de la Orden del Santo Sepulcro de Jerusalén de Madrid.
- Miembro Académico Honorario de la Academia Mundial de Ciencia y Tecnología de Valencia.

## Vida personal
Romero se casó con Cayetana García y tienen cuatro hijos y ocho nietos. Ella es descendiente de los primeros colonos españoles de Nuevo México.
Romero es gran admirador de las corridas de toros y del torero y participa en varias actividades cívicas y caritativas.